# Filipijnen op de Olympische Zomerspelen 1976
De Filipijnen namen deel aan de Olympische Zomerspelen 1976 in Montréal, Canada. Met veertien deelnemers werd de kleinste delegatie sinds 1932 afgevaardigd.

## Deelnemers en resultaten per onderdeel

### Atletiek
| Olympiër     | Discipline   | Resultaat | Prestatie |
| ------------ | ------------ | --------- | --------- |
| Victor Idava | marathon (m) | 57e       | 2:38.23   |

### Boksen
| Olympiër           | Discipline | Resultaat | Prestatie                                                                                                   |
| ------------------ | ---------- | --------- | --- |
| Eduardo Baltar     | -48kg (m)  | 17e       | 1ste ronde: V van VEN Guevara                                                                               |
| Reynaldo Fortaleza | -54kg (m)  | 5e        | 1ste ronde: vrij 2de ronde: W van GUY Parris: walk-over 3de ronde: vrij kwartfinale: V van GBR Cowdell: 1-4 |
| Ruben Mares        | -57kg (m)  | 17e       | 1ste ronde: vrij 2de ronde: V van GDR Nowakowski: 0-5                                                       |

### Gewichtheffen
| Olympiër             | Discipline | Resultaat | Prestatie                                                       |
| -------------------- | ---------- | --------- | --------------------------------------------------------------- |
| Salvador del Rosario | -52kg (m)  | 9e        | trekken: 11de met 90kg stoten: 7de met 122,5kg totaal: 212,5kg  |
| Arturo del Rosario   | -56kg (m)  | 13e       | trekken: 17de met 92,5kg stoten: 11de met 130kg totaal: 222,5kg |

### Schietsport
| Olympiër         | Discipline          | Resultaat | Prestatie                       |
| ---------------- | ------------------- | --------- | ------------------------------- |
| Arturo Macapagal | 50m pistool         | 37e       | 534 punten: (91-91-86-88-90-88) |
| Mariano Ong      | 25m snelvuurpistool | 44e       | 557 punten: (282-275)           |

### Zeilen
| Olympiër                         | Discipline | Resultaat | Prestatie                             |
| -------------------------------- | ---------- | --------- | ------------------------------------- |
| Mario Almario                    | finn       | 28e       | 199 punten: (28-24-28-27-DNF-DNF-DNF) |
| Jesus Villarreal Juan Villarreal | tempest    | 16e       | 123 punten: (DNF-16-15-16-11-14-15)   |

### Zwemmen
| Olympiër        | Discipline           | Resultaat | Prestatie                |
| --------------- | -------------------- | --------- | ------------------------ |
| Edwin Borja     | 400m vrije slag (m)  | 44e       | serie 5: 7de in 4.18,97  |
| Edwin Borja     | 1500m vrije slag (m) | 28e       | serie 5: 7de in 17.05,75 |
| Edwin Borja     | 200m vlinderslag (m) | 32e       | serie 6: 7de in 2.10,61  |
| Edwin Borja     | 400m wisselslag (m)  | 30e       | serie 4: 7de in 4.52,21  |
| Gerardo Rosario | 100m vrije slag (m)  | 38e       | serie 4: 6de in 56,00    |
| Gerardo Rosario | 200m vrije slag (m)  | 52e       | serie 8: 7de in 2.02,81  |
| Gerardo Rosario | 100m rugslag (m)     | 37e       | serie 5: 7de in 1.02,08  |
| Gerardo Rosario | 200m rugslag (m)     | 31e       | serie 5: 7de in 2.13,89  |
|                 |                      |           |                          |
| Nancy Deano     | 100m schoolslag (v)  | 33e       | serie 2: 6de in 1.20,93  |
| Nancy Deano     | 200m schoolslag (v)  | 35e       | serie 5: 7de in 2.53,08  |
| Nancy Deano     | 400m wisselslag (v)  | 20e       | serie 1: 6de in 5.34,89  |

Amerikaanse Maagdeneilanden · Andorra · Antigua en Barbuda · Argentinië · Australië · Bahama's · Barbados · België · Belize · Bermuda · Bolivia · Bondsrepubliek Duitsland · Brazilië · Bulgarije · Canada · Chili · Colombia · Costa Rica · Cuba · Denemarken · Dominicaanse Republiek · Duitse Democratische Republiek · Ecuador · Egypte · Fiji · Filipijnen · Finland · Frankrijk · Griekenland · Groot-Brittannië · Guatemala · Haïti · Honduras · Hongarije · Hongkong · Ierland · IJsland · India · Indonesië · Iran · Israël · Italië · Ivoorkust · Jamaica · Japan · Joegoslavië · Kaaimaneilanden · Kameroen · Koeweit · Libanon · Liechtenstein · Luxemburg · Maleisië · Marokko · Mexico · Monaco · Mongolië · Nederland · Nederlandse Antillen · Nepal · Nicaragua · Nieuw-Zeeland · Noord-Korea · Noorwegen · Oostenrijk · Pakistan · Panama · Papoea-Nieuw-Guinea · Paraguay · Peru · Polen · Portugal · Puerto Rico · Roemenië · San Marino · Saoedi-Arabië · Senegal · Singapore · Sovjet-Unie · Spanje · Suriname · Thailand · Trinidad en Tobago · Tsjecho-Slowakije · Tunesië · Turkije · Uruguay · Venezuela · Verenigde Staten · Zuid-Korea · Zweden · Zwitserland